# Actinopus rufibarbis
Actinopus rufibarbis är en spindelart som beskrevs av Cândido Firmino de Mello-Leitão 1930. 
Actinopus rufibarbis ingår i släktet Actinopus och familjen Actinopodidae. Inga underarter finns listade i Catalogue of Life.